# Moe (együttes)
A Moe (stilizált alakja: moe.) egy amerikai „rock/jam band” együttes.

## Története
1989-ben alakultak Buffalo-ban. Chuck Garvey, Ray Schwartz és Rob Derhak alapították. Hozzájuk csatlakozott Dave Kessler és Steve Hunter. Eredetileg "„Five Guys Named Moe” volt a nevük. Hunter 1990-ben kiszállt a zenekarból. Ekkor nevet változtattak: „Haggis”-ra (ezt az elnevezést egy hétig használták), majd Moe lett a nevük.
Első nagylemezüket 1992-ben adták ki. A lemezen az improvizatív rock és a jam stílusok hallhatóak. Ennek hatására kultikus státuszt értek el mára a "„jam band” műfaj rajongói körében.
Saját koncert-sorozatot is szerveznek. Az együttes jótékonykodásáról is ismert lett: 2006-ban például egy autistáknak szóló jótékonysági koncerten játszottak.

## Tagok
- Rob Derhak – gitár, ének (1989–)
- Chuck Garvey – gitár, ének (1989–1993, 1993–)
- Al Schnier – gitár, mandolin, billentyűk, ének (1992–)
- Vinny Amico – dob (1996–)
- Jim Loughlin – furulya, dob, akusztikus gitár, egyéb hangszerek (1999–)

## Korábbi tagok
- Ray Schwartz – dob (1989–1992)
- Dave Kessler – gitár (1990–1992)
- Steve Hunter – szaxofon, ének (1990–1992)
- Jim Loughlin – dob (1992–1995)
- Mike Strazza – dob (1995)
- Chris Mazur – dob (1995–1996)

## Diszkográfia
- Fatboy (1992)
- Headseed (1994)
- No Doy (1996)
- Tin Cans and Car Tires (1998)
- Dither (2001)
- Season's Greetings from Moe (2002)
- Wormwood (2003)
- The Conch (2007)
- Sticks and Stones (2008)
- What Happened to the La La's (2012)
- No Guts, No Glory (2014)